# G.729
G.729 — узкополосный речевой кодек, который применяется для эффективного цифрового представления узкополосной телефонной речи (сигнала телефонного качества). Такая речь характеризуется полосой между 300 и 3400 Гц и может быть оцифрована с частотой дискретизации 8 кГц. В идеале речевой кодек должен представлять речь такой разрядностью, какая только возможна. В этом случае восстановленная речь будет точно соответствовать оригиналу. На практике приходится выбирать разрядность кодека и мириться с некоторой погрешностью квантования.
G.729 — широко используемый тип кодека, скорость 8 Кбит/с. Согласно теории, речевой сигнал длительностью в одну секунду можно полностью описать (то есть оцифровать, передать или сохранить в цифровом виде и затем восстановить в исходный сигнал по цифровому представлению) цифровым потоком 60 байт/сек. Идея оцифровывать и передавать (или сохранять) в цифровом виде не сам сигнал, а его параметр (количество переходов через ноль, спектральные характеристики и др.), чтобы затем по этим параметрам выбирать модель голосового тракта и синтезировать исходный сигнал, лежит в основе вокодеров (VOice CODER) или «синтезирующих кодеков».
Для всех типов кодеков справедливо правило: чем меньше плотность цифрового потока, тем больше восстановленный сигнал отличается от оригинала. Однако восстановленный сигнал гибридных кодеков обладает вполне высокими характеристиками, восстанавливается тембр речевого сигнала, его динамические характеристики, другими словами, его «узнаваемость» и «распознаваемость».
Алгоритм основан на модели кодирования с использованием линейного предсказания с возбуждением по алгебраической кодовой книге (CELP-модель). Кодер оперирует с кадрами речевого сигнала длиной 10 мс, дискретизованными с частотой 8 КГц, что соответствует 80-ти 16-битным отсчётам в линейном законе. Для каждого кадра производится анализ речевого сигнала и выделяются параметры модели (коэффициенты фильтра линейного предсказания, индексы и коэффициенты усиления в адаптивной и фиксированной кодовых книгах). Далее эти параметры кодируются и передаются в канал.
В декодере битовая посылка используется для восстановления параметров сигнала возбуждения и коэффициентов синтезирующего фильтра. Речь восстанавливается путём пропускания сигнала возбуждения через кратковременный синтезирующий фильтр.
Синтезирующий фильтр имеет полюсную передаточную функцию 10-го порядка. Для работы синтезатора основного тона используется адаптивная кодовая книга. Впоследствии речь улучшается адаптивной постфильтрацией.
В случае потери передаваемой кодером битовой посылки, исходные данные для речевого синтезатора получаются интерполяцией данных с предыдущих «хороших» кадров, но при этом энергия интерполированного речевого сигнала постепенно уменьшается, что не создаёт особого дискомфорта у слушателя.
Вокодер обрабатывает кадры речевых сигналов длиной 10 мс. Дополнительно существует задержка длиной 5 мс (look-ahead buffer), что в сумме выливается в алгоритмическую задержку 15 мс («10+5»). Задержки речевого сигнала в практическом приложении этого алгоритма также определяются временем, затрачиваемым на:
- процессы кодирования и декодирования;
- передачу по каналу;
- мультиплексирование при комбинировании аудиоданных с другими видами данных.

## G.729 Annexes (приложения)
| Раздел                                          | - | A | B | C | D | E | F | G | H | I | C+ | J |
| ----------------------------------------------- | - | - | - | - | - | - | - | - | - | - | -- | - |
| Простота                                        |   | X | X |   |   |   |   |   |   |   |    |   |
| С фиксированной запятой                         | X | X | X |   | X | X | X | X | X | X |    | X |
| С плавающей запятой                             |   |   |   | X |   |   |   |   |   |   | X  |   |
| 8 Кбит/сек                                      | X | X | X | X | X | X | X | X | X | X | X  | X |
| 6.4 Кбит/сек                                    |   |   |   |   | X |   | X |   | X | X | X  |   |
| 11.8 Кбит/сек                                   |   |   |   |   |   | X |   | X | X | X | X  |   |
| Прерывание передачи DTX                         |   |   | X |   |   |   | X | X |   | X | X  |   |
| Встроенные (переменный битрейт, широкополосные) |   |   |   |   |   |   |   |   |   |   |    | X |

## Лицензирование
G.729 включает программные патенты от нескольких компаний и лицензировано от имени Sipro Lab Telecom. Sipro Lab Telecom является авторизованным представителем прав на G.729 технологию и патентный портфель. С 1 января 2017 года данный кодек не требует отчислений в Sipro Lab Telecom.